# Операција Влашић
Операција Влашић је била војна офанзива коју је извела Армија Републике Босне и Херцеговине (АРБиХ) током рата у Босни и Херцеговини, током које је освојила планину Влашић у средишњој Босни, која је до тада била под контролом ВРС. Битка се одиграла од 20. до 24. марта 1995. године. Командант снага Армије РБиХ био је генерал Мехмед Алагић. 100 km2 (39 sq mi) територије је заузето током ове акције, међу којима је и релеј.

## Позадина
Само што је почео рат у Босни и Херцеговини, висораван Влашић је била под контролом Југословенске народне армије (ЈНА), која се касније трансформисала у Војску Републике Српске (ВРС). На почетку рата, заузети су Бабановац, Галица, Гостиљ, Смет и Комар, а путне комуникације Травник – Доњи Вакуф и Травник – Скендер Вакуф су пресечене. Први отворени напад догодио се 1. маја 1992. године на врх Палењик, који је бранило Министарство унутрашњих послова Републике Босне и Херцеговине, али је одбрана пропала. Након тога, босанске снаге су почеле формирање одбрамбених линија како би спречиле даље продоре српских снага. Борбеним операцијама управљало је Општинско штаб одбране Травника. У септембру 1992. године изведена је прва ослободилачка акција од Комара до Вучије главе, када су одбрамбене линије померене за 4 километра. У то време, Влашић је постао место са којег је Војска Републике Српске свакодневно депортовала прогнанике из Босанске крајине. У новембру 1992. године ВРС је заузела Караулу. Наредне године трајао је Бошњачко-хрватски рат, али је са потписивањем Вашингтонског споразума прекинут, а у марту 1994. године омогућен је транспорт већих снага дуж линија ВРС. Крајем марта, босанска војска је заузела Радјевац, Квркушу и Рустове. У сврху ширег ослобађања формиран је 7. корпус Армије Републике Босне и Херцеговине са седиштем у Травнику. Прва битка 7. корпуса одиграла се 24. априла, када је ВРС извршила напад на Влашићку висораван и заузела Меокрње и Главицу. Ипак, у противнападу, снаге 7. корпуса повратиле су изгубљену територију. Ослободилачке операције настављене су у мају, када су заузети објекти Бјељик, Црни врх и села Фоњиге, Побрђани, Шахмани, Брдо, Долани и Коренићи, а у јулу је ослобођена локација Срнећа брда.
Крајем лета 1994. године почеле су припреме за ослобађање Влашића. У ту сврху су прикупљени материјални ресурси и ангажован велики број људи. Поред снабдевања основним ресурсима, изграђено је неколико дрвених колиба за 4.000 бораца, јер су насеља била удаљена, а операције планиране за зиму 1995. године требало је да се изводе на ниским температурама. Такође, у Травнику је сашивено 3.000 белих униформи за камуфлажу на снегу. Четворомесечни прекид ватре са ВРС потписан је крајем 1994. године, што је ишло у прилог ослободилачкој акцији, када је команда 7. корпуса искористила то време за организацију јединица и додатну обуку. Сходно томе, покренут је план обуке под називом „Бура 95“, у којем су се увежбавали нови и специфични методи извођења акције.
Одмах након добијања директиве о извођењу ослободилачке операције од Генералштаба АРБиХ, команда 7. корпуса започела је припрему операције. Након смотра јединица 7. корпуса 7. фебруара 1995. године у Травнику и предаје ратних застава, 7. корпус је званично био спреман за почетак ослободилачке акције.
Ратни извештаји наводили су да ВРС није поштовала потписани прекид ватре, посебно у зони одговорности 5. корпуса код Бихаћа. Командант 7. корпуса, генерал Мехмед Алагић, више пута је наглашавао да је сваки напад на 5. корпус уједно напад и на 7. корпус. Почетком 1995. године, босански Срби нису поштовали прекид ватре ни у зони одговорности 7. корпуса. Травник и његова шира околина били су свакодневно гранатирани. У то време, 7. корпус је обучавао своје јединице са фокусом на припрему јединица намењених за наставак рата као ослободилачких, посебно 17. витешке, 705. славне и 727. славне бригаде.
План операције за ослобађање Влашића, кодног назива „Домет-95“ (босански: Domet-95), завршен је у фебруару. План операције подразумевао је напад на ВРС на ширем фронту, практично на целој зони одговорности 7. корпуса на Влашићкој висоравни, и избијање на комуникацију Смет – Гостиљ – Витовиље – Корић. Операција је била планирана да започне 20. фебруара 1995. године и у њој је учествовало 10 бригада, 9 тенкова и транспортерa, 25 хаубица и топова, 191 минобацач и 24.480 војника. Трајање операције било је 5 дана. Са друге стране, одбрана Влашића састојала се од 3 бригаде ВРС са око 5.000 војника, 9 тенкова, 15 хаубица и топова и 76 минобацача.
Иако је почетак операције био планиран за 20. фебруар 1995. године, због лоших временских услова операција је одложена за 24. фебруар. Почетак операције обележила је акција специјалних јединица 712. и 737. бригаде, када су се две групе од око 400 бораца током ноћи спустиле низ 12-метарску литицу на платоу Галица и у потпуности изненадиле непријатеља ујутро 24. фебруара, убивши 62 припадника ВРС.
Међутим, у првим данима главни напад није успео због лошег извођења током постављања мостобрана, што је агресор искористио да извуче ПАТ-ове чије су операције изазвале губитке код 705. бригаде АРБиХ. Тиме је план ослобађања Влашића у року од пет дана пропао.

## Битке

### Операција "Домет-95"
Оперативни план за заузимање Влашића, кодног имена "Домет-95", завршен је у фебруару 1995. године. План операције био је напасти ВРС на широком фронту, практично на целој територији одговорности 7. корпуса на Влашићкој висоравни, и пробити комуникацију Смет-Гостиљ-Витовље-Корић. Операција је требала да почне 20. фебруара 1995. године, а укључивала је 10 бригада, 9 тенкова и транспортера, 25 хаубица и топова, 191 минобацач и 24.480 војника. Трајање операције било је пет дана. С друге стране, одбрана Влашића састојала се од три бригаде ВРС са око 5.000 војника, 9 тенкова, 15 хаубица и топова и 76 минобацача.
Иако је почетак операције био планиран за 20. фебруар 1995. године, због лоших временских услова, операција је одложена за 24. фебруар. Почетак операције обележен је нападом специјалних јединица 712. и 737. бригаде, када су две групе од око 400 бораца током ноћи сишле низ 12-метарску литицу на Галици и потпуно изненадиле противника ујутро 24. фебруара, убивши 62 припадника ВРС.
Међутим, у првим данима главни напад није успео због лошег извођења приликом постављања одбране на мосту, што је непријатељ искористио да повуче ПАТ, чије су операције изазвале губитке 705. АРБиХ бригаде. Тим је план да се Влашић ослободи у року од пет дана пропао.

### Операција "Домет-1"
Због неуспелог ослобађања Влашића, команда 7. корпуса је направила додатне припреме за нову операцију под називом "Домет-1". При том су прислушкиване радио станице ВРС, што је олакшало спровођење акције. Анализом неуспеха 24. фебруара закључено је да је главни разлог за изостанак главног напада била немогућност евакуације из дубоког снега ако би нека од јединица упала у заседу.
Напад на планину Влашић започео је у 4:30 ујутро 20. марта 1995. године, кратким али жестоким артиљеријским и минобацачким ударима на положаје 22. пешадијске бригаде ВРС / 30. пешадијске дивизије. Изабрани војници Гардијске бригаде Генералштаба, 17. Крајишке бригаде и 727. брдске бригаде кренули су рано ујутро пре свитања како би савладали изненађене предпоставе ВРС. Следећег дана, у борбе је укључена елитна јединица, 7. муслиманска бригада, што је додатно појачало напад.
Чак и након што је АРБиХ објавио вест о изненадном нападу, права усмереност борби на врху Влашића остала је нејасна неколико дана. У међувремену, 7. корпус АРБиХ извео је секундарни напад на планину Комар западно од Турбета и око Доњег Вакуфа како би одвратио резерве 30. пешадијске дивизије / 1. Крајишког корпуса генерал-мајора Момира Зеца од главне метe АРБиХ напада. Испод магле рата и зимске олује, само растући број бегунаца из Србије указивао је да АРБиХ добија на предности. До 25. марта, званичници УН-а пријавили су да је више од 1.200 Срба евакуисало из села Имљани, око 12 км северозападно од планине Влашић, а да их је још било на бекству. Такође, веровали су да је АРБиХ подигла телевизијски торањ на врху Паљеник, на Влашићу, али лоши временски услови и ограничења УН-а на кретање бораца спречили су их да потврде ову информацију. Други извештаји сугеришу да је ХВО активно помагао у офанзиви, готово сигурно са артиљеријом. Након нестанка извештаја и непробојне временске олује, жестоке борбе трајале су данима док је Алагићев 7. корпус нападао планину, оштарен снеговима касне зиме и температурама испод −25 °C.
Исход битке за планину Влашић остао је неизвесан све до 4. априла, када је генерал Алагић објавио да су његове трупе организовале прославу победе на њеном платоу. Иако је Алагић несумњиво освојио врх Паљеник и око 50 квадратних километара око њега, било је извештаја да су Срби током повлачења уништили борбене објекте, комуникациони објекат, уместо да га оставе у рукама Бошњака. Ипак, Радио Телевизија Босне и Херцеговине (РТВ БиХ) приказала је снимке Бошњачких трупа како се веселe у дубоком снегу на врху планине, славећи једну од значајних победа АРБиХ у рату. Освајање врха било је невероватно доказ побољшања војске и дало огроман подстицај моралу Владе Републике Босне и Херцеговине. У дугорочном смислу, ово ће бити такође сматрано првим кораком АРБиХ-ХВО на путу ка територијалном повратку Доњег Вакуфа и Јајца.
Окупација планине Влашић од стране АРБиХ такође је била значајан корак у побољшању способности АРБиХ у односу на ВРС. Иако је на крају победа значила напредовање кроз тешке терене за освајање битке у близини – основну тактику АРБиХ од почетка рата – њено извођење се разликовало од претходних кампања видљивим побољшањима у опреми, планирању, организацији и извршењу. Војни посматрачи УН-а и западни новинари извештавали су о боље опремљеним јединицама АРБиХ које су сада излазиле на терен, са својим војницима који су носили одговарајуће мале оружје и муницију, јакне, шлемове и радио-уређаје. Посматрачи су такође приметили промене у тактици АРБиХ ка мобилнијим, офанзивним операцијама као што су побољшања у организацији бригада, искуснији планери, већа способност координисања истовремених операција и боље обуке појединих војника. Званичници УН-а су приметили, на пример, да је АРБиХ офанзива на Влашић и Столице почела са одвојеним операцијама на бојном пољу које су почеле на удаљености од 100 км и започеле унутар неколико минута – видљиви доказ да је ARBiH коначно савладала извођење сложених истовремених операција на различитим локацијама. АРБиХ још увек није била равна ВРС у погледу наоружања, оперативног планирања и извршења на бојном пољу, али је јаз у способностима између две стране драстично сужен у поређењу са првим данима рата, почетком 1992. године.

## Последице
Без обзира на променљиви ток операције, она је од стране Команде 7. корпуса и Генералштаба АРБиХ сматрана највећим успехом АРБиХ и прекретницом у ослободилачкој борби, јер је доказано да АРБиХ може да изводи ослободилачке операције у најекстремнијим условима. Морал је значајно порастао међу свим члановима АРБиХ, па су многе јединице желеле да помогну у Влашићу. Становништво средње Босне је прославило велику победу. Чланови женске асоцијације "Сумеја" донели су ратницима, на самим позицијама, топли оброк, одећу, ципеле, наочаре за снег, итд. Многе општине су послале значајне донације у храни и уљу, а општина Високо је била посебно истакнута. Победа на Влашићу покренула је све сегменте босанског друштва и дала безпрецедентни мотив за одлучан корак ка припреми низа нових ослободилачких операција.
Према доступној документацији 1. Крајишког корпуса ВРС, 65 припадника ВРС је погинуло и нестало у периоду од 20. до 23. марта 1995. године, док је Генералштаб АРБиХ опоравио 60 тела припадника ВРС на Влашићу након теренске анализе. Процењује се да је током операције погинуло око 200 припадника ВРС. 180 је теже повређено, док је око 350 припадника ВРС повређено. Губици АРБиХ такође су били релативно велики. Узимајући у обзир податке о првом покушају извођења операције – 24. фебруара 1995. године, АРБиХ је имала 70 погинулих, 78 теже рањених и 312 лакше рањених војника. Такође, 5 бораца је нестало, док је 54 умрло од смрзавања. У првих пет дана операције, док је ВРС још увек била изненађена нападом, губици АРБиХ били су много мањи у поређењу са периодом од 1: 5. 70% погинулих бораца је погинуло од удара граната. 71% погинулих припадника ARBiH било је млађе од 30 година.
Иако се очекивало да ће операција ослобађања Влашића донети богате ратне пленове, то се није догодило. Штавише, готово да нема информација о прикупљеном пешадијском наоружању, муницији и другој опреми. Током ослобађања подручја Сентић, заплењен је један тенк Т-34 и пет моторних возила која, због недостатка горива, нису могла бити извучена. Посебно је било важно за команду 7. корпуса да заробе хаубицу (105 мм) и топ (130 мм) и тенк који су светлили смрт преко Травника са Галице, али је било очигледно да их је ВРС на време извукла. Међутим, један праг и тенк Т-55 су уништени на подручју Харамбашине воде и Кукотнице. Поред тога, заплењена су 3 топа, 11 минобацача, 4 ПАТ, 6 ПАМ, 2 БСТ, 2 чекића и један бацач ручних граната.
Након рата, планина Влашић је укључена у ентитет Федерација Босне и Херцеговине.